# Тощев, Николай
Николай Тощев (эст. Nikolai Toštšev; 18 мая 1970 года) — советский и эстонский футболист, полузащитник.

## Карьера

### Клубная
В советское время становился чемпионом Эстонской ССР по футболу. Большую часть своей карьере в первенстве независимой Эстонии Николай Тощев провел «Нарве-Транс», где долгие годы считался одним из лидеров команды. Кроме того, полузащитник выступал за «Калев» (Силламяэ), «Лантану», «Лоотус», «Меркуур» и финский «Нюкарлебю».

### Тренерская
После завершения футбольной карьеры Николай Тощев работал с футзальным клубом «Дина» (Силламяэ). В 2015 году он привел эту команд к серебряным медалям чемпионата Эстонии по футзалу. 20 мая 2015 года Тощев сменил Алексея Ягудина на посту главного тренера клуба «Нарва-Транс».
16 декабря 2024 года получил тренерскую лицензию UEFA PRO. В январе 2025 года сменил Валерия Бондаренко в должности руководителя по работе с молодежью в «Нарве-Транс».

## Достижения
- Чемпион Эстонской ССР (1): 1989.
- Бронзовый призёр Чемпионата Эстонии (1): 1994/95.
- Обладатель Кубка Эстонии (1): 2000/01.
- Финалист Кубка Эстонии (2): 1993/94, 1997/1998.
- Обладатель Суперкубка Эстонии (1): 1997.
- Финалист Суперкубка Эстонии (1): 2001.